# Salvador (Fußballspieler)
Mílton Alves da Silva, mit Kurznamen Salvador (* 16. Oktober 1931 in Porto Alegre; † 1973 in São Paulo) war ein brasilianischer Fußballspieler.
Seinen Spitznamen erhielt er bereits als Jugendlicher, als er seine Schulmannschaft in diversen Spielen vor Niederlagen bewahrte (Salvador = de.: Retter / Erlöser). Er begann seine professionelle Karriere 1950 bei der SE Palmeiras in São Paulo und konnte mit dem Verein umgehend die renommierte Staatsmeisterschaft von São Paulo gewinnen. Es ist allerdings unklar, zu wie viel Einsatzzeit er kam. Wenig später wechselte er in seine Heimatstadt zum Grêmio Esportivo Força e Luz, für den er allerdings auch nur kurz spielte, ehe er vom Lokalrivalen Internacional Porto Alegre verpflichtet wurde. Dort erlebte Salvador mehrere erfolgreiche Jahre und war unter Trainer Teté Teil des populären Trios „Rolinho“, zu dem außer ihm selbst noch Nílton Coelho da Costa (Bodinho) und Larry Pinto de Faria zählten. Viermal erkämpfte sich die Mannschaft die Staatsmeisterschaft von Rio Grande do Sul. 1955 betritt der SC Internacional ein Freundschaftsspiel gegen den uruguayischen Spitzenklub Club Atlético Peñarol. Bei dieser Gelegenheit erregte Salvador mit seinen spielerischen Fertigkeiten die Aufmerksamkeit der gegnerischen Vereinsführung und schließlich wechselte er als Nachfolger des gerade zurückgetretenen Obdulio Jacinto Varela zu den Aurinegros nach Montevideo. Mit diesen konnte er neben drei Meistertiteln auch den Gewinn der ersten Austragung der Copa Libertadores – damals noch Copa Campeones de América genannt – feiern. Er kam dabei in beiden Finalspielen gegen den paraguayischen Club Olimpia zum Einsatz. 1961 und 1962 ließ Salvador seine sportliche Laufbahn in Argentinien ausklingen.
Für die Fußballnationalmannschaft Brasiliens lief Mílton Alves da Silva nur ein einziges Mal auf: Am 9. Mai 1954 wurde er in einem Spiel gegen eine inoffizielle Auswahl Kolumbiens für Brandãozinho eingewechselt.

## Zitat
„Muitos jogadores de grande qualidade jogaram no Inter nessa posição, como o Falcão, por exemplo. Mas igual ao Salvador, não teve nenhum.“

„Viele hochklassige Spieler spielten bei Internacional auf dieser Position, wie beispielsweise Falcão. Aber jemand gleichwertigen zu Salvador gab es nicht.“

## Erfolge
- Copa Campeones de América 1960
- Staatsmeisterschaft von São Paulo: 1950
- Staatsmeisterschaft von Rio Grande do Sul: 1951, 1952, 1953, 1955
- Uruguayische Meisterschaft: 1958, 1959, 1960